# Demonstration

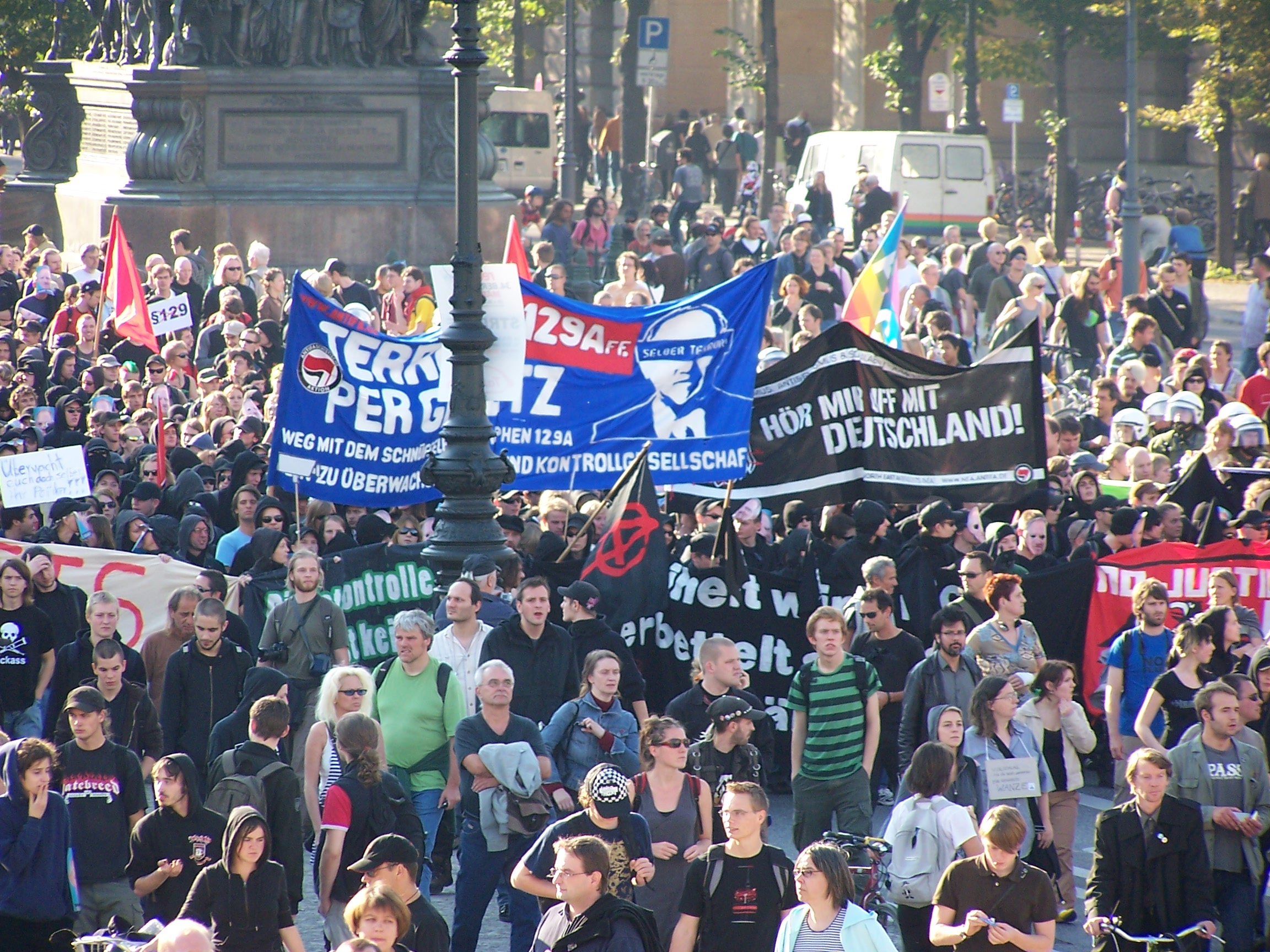
Demonstration Freiheit statt Angst 2007 in Berlin

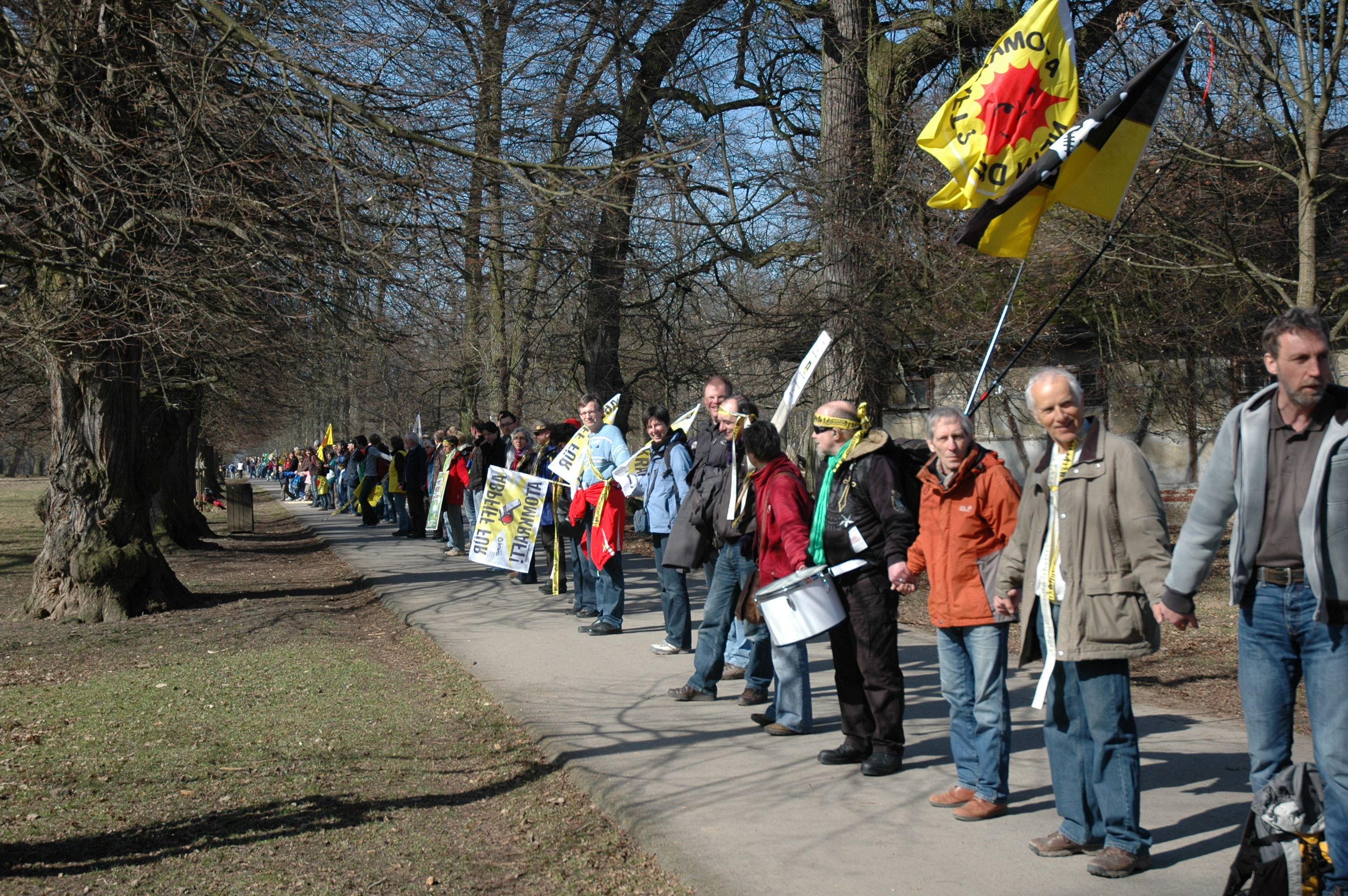
Anti-Atom-Menschenkette 2011 in Ludwigsburg

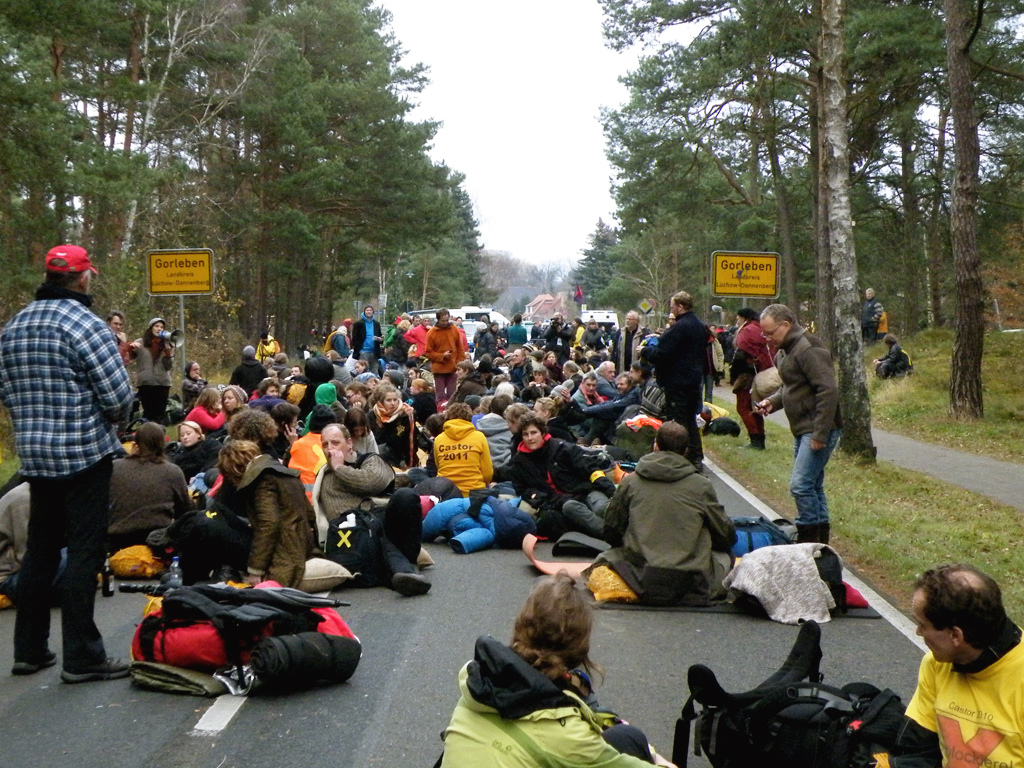
Sitzblockade 2011 in Gorleben, gegen Kernbrennstofftransport

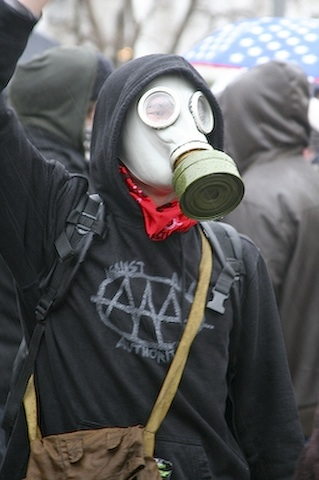
Demonstrant mit Gasmaske vor dem Weißen Haus in Washington, D.C. während der „We Can’t Wait“-Proteste im Februar 2006

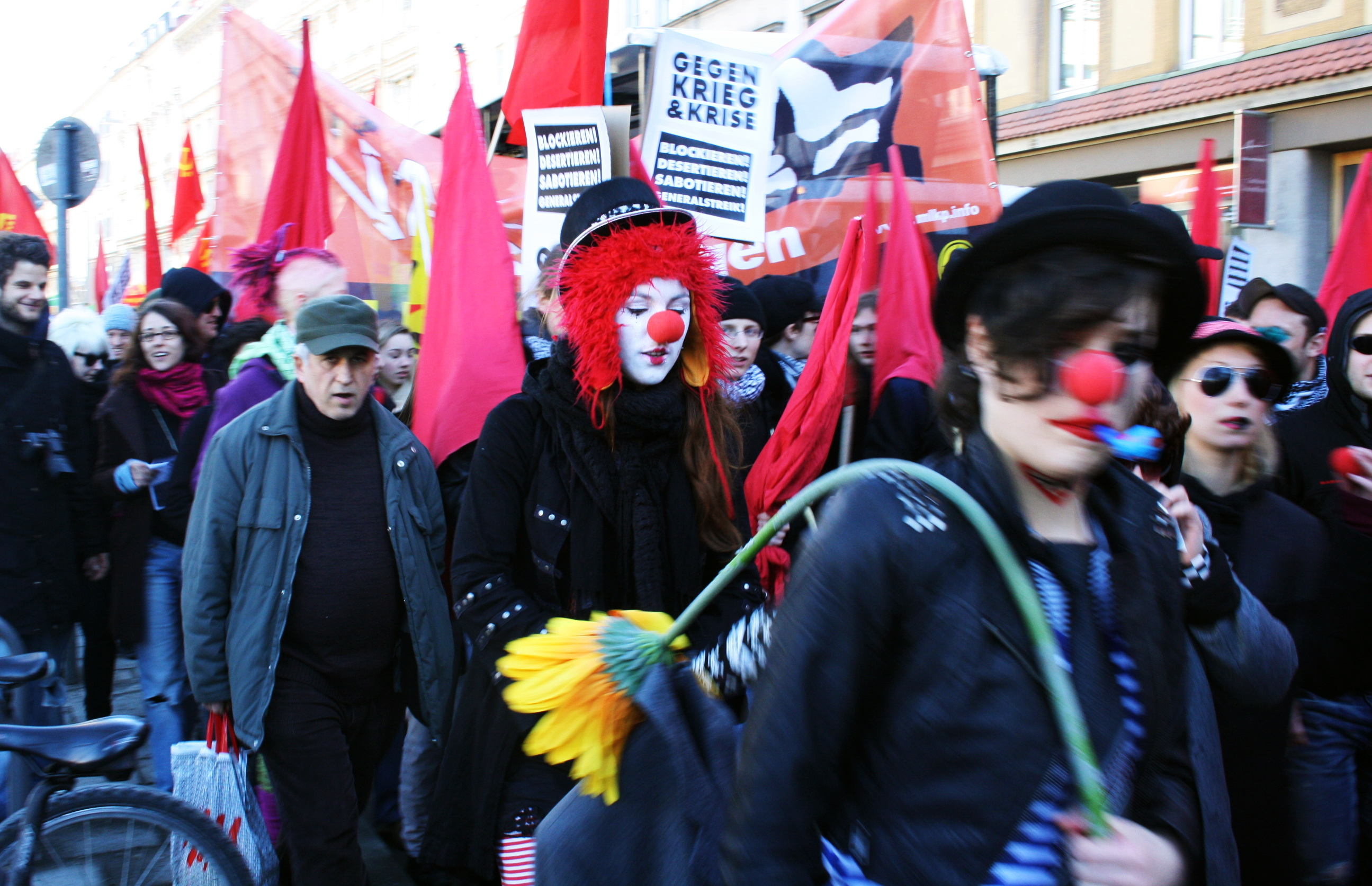
Gruppe von Autonomen in einer Demo gegen die Sicherheitskonferenz in München 2011

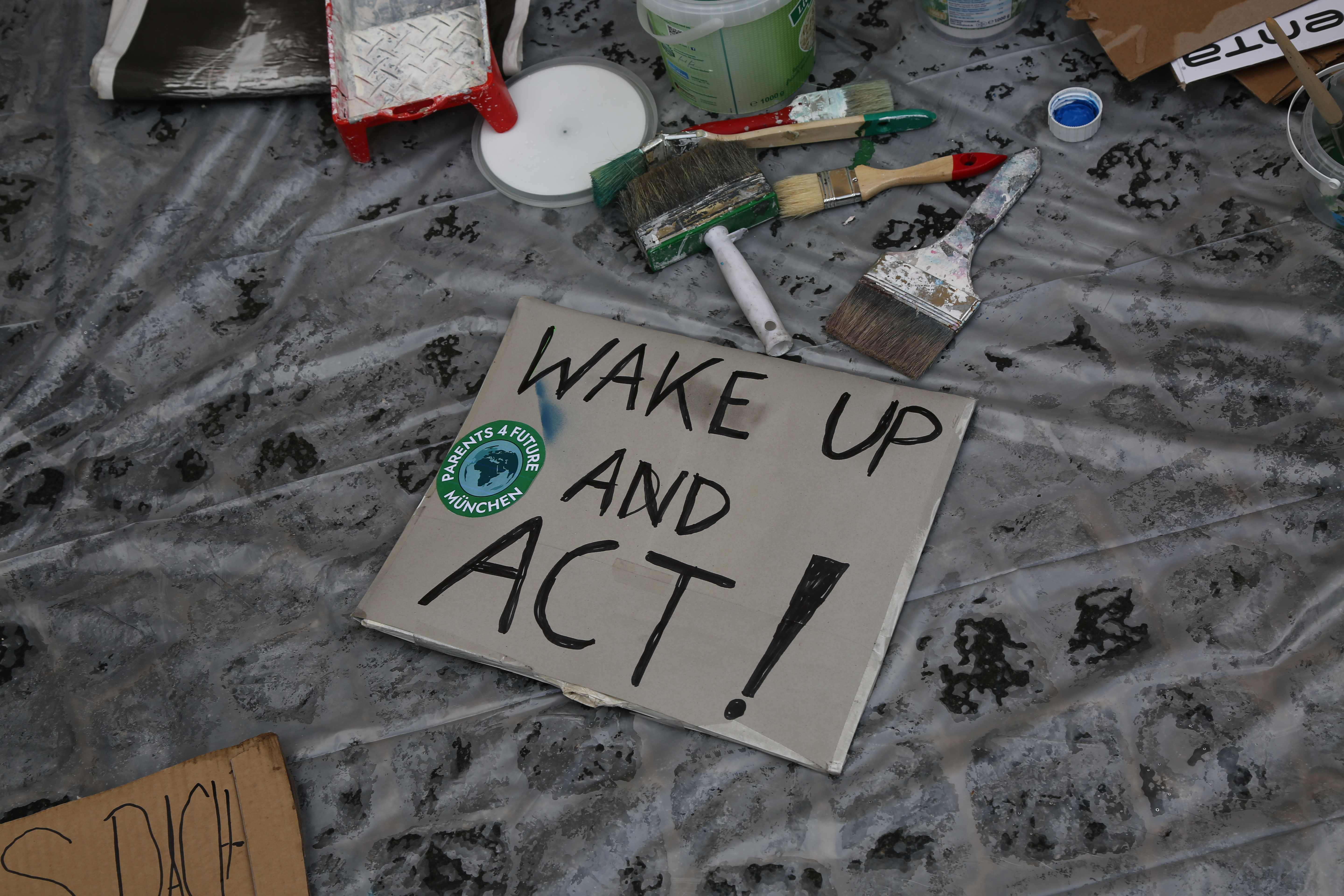
Plakate und Transparente gehören zu einer Demonstration

Eine Demonstration, verkürzt auch Demo, ist eine in der Öffentlichkeit stattfindende Versammlung mehrerer Personen zum Zwecke der gemeinsamen Meinungsäußerung. Gelegentlich werden Demonstrationen auch als Aufmarsch bezeichnet, insbesondere, wenn sie im extremistischen Kontext stehen. In romanischen Sprachen (Französisch, Italienisch, Spanisch, Portugiesisch, Rumänisch …) wird dafür das Wort Manifestation in der jeweiligen Form verwendet.
In Deutschland ist das Demonstrationsrecht ein Grundrecht, das im Artikel 8 des Grundgesetzes verankert ist.
Formen und Aktionen von Demonstrationen können recht vielfältig sein: Sie reichen von Menschenketten, Lichterketten, Kundgebungen, Schweigemärschen, Mahnwachen bis zu Protestaktionen wie Sitzstreiks oder -blockaden, von Einzelaktionen bis zu Massendemonstrationen. Sie können friedlich oder gewalttätig verlaufen. Demonstrationen finden meistens als Marsch oder Protestzug statt, oft auch nur oder verbunden mit einer stehenden Kundgebung. Andere Sonderformen sind zum Beispiel Fahrraddemonstrationen oder mehrtägige Demonstrationen. Neue Formen des Protests sind die Online-Demonstration und weitere im Internet organisierte Massenaktivitäten.
Vielfältig sind auch Anlässe und Themen der Demonstrationen. Sie reichen von Kundgebungen gegen Regierungspolitik, gegen Tierversuche, für Frieden, gegen Globalisierung, für Umweltschutz, für eine bestimmte Einwanderungspolitik, für oder gegen Straßenneubauten, gegen Atommülltransporte, Gegendemonstrationen, für gewerkschaftliche Ziele, für mehr Hochschulmittel oder gegen Studiengebühren.
Bei gravierenden Ereignissen, welche die Öffentliche Sicherheit oder Gesundheit gefährden, können Regierungen Notstandsgesetze anwenden, welche neben der Versammlungsfreiheit auch das Demonstrationsrecht einschränken. Die Einschränkungen der Versammlungsfreiheit und des Demonstrationsrechts während der Corona-Krise sind jedoch Einschränkungen einzelner Grundrechte und nicht mit den Notstandsgesetzen zu verwechseln, die weiter gefasst sind. Diese Gesetze wurden am 28. Juni 1968 verabschiedet, Anwendung fanden sie bislang noch nie.

## Rechtliches
Das Demonstrationsrecht ist ein Grundrecht und in Deutschland im Artikel 8 des Grundgesetzes festgeschrieben. Für Versammlungen unter freiem Himmel lässt der Artikel Einschränkungen auf Grund eines Gesetzes zu.
Rechtlich spricht man von einer Versammlung. Juristen unterscheiden zwischen dem Versammlungsbegriff des Grundgesetz-Artikels 8 (der nur „Deutschen das Recht, sich friedlich und ohne Waffen zu versammeln“ gewährt) und dem des einfachgesetzlichen Versammlungsrechtes (das auch Nichtdeutschen dieses Recht gewährt und außerdem auch für bewaffnete oder unfriedliche Demonstrationen gilt).
Seit der Föderalismusreform 2006 fällt das Versammlungsrecht in die ausschließliche Gesetzgebungskompetenz der Länder. Das Versammlungsgesetz des Bundes gilt gemäß Art. 125a Abs. 1 GG fort, soweit die Länder es nicht durch eigene Gesetze ersetzen. Von dieser Möglichkeit haben bisher Bayern, Berlin, Niedersachsen, Sachsen und Sachsen-Anhalt Gebrauch gemacht.
Versammlungen unter freiem Himmel müssen in Deutschland angemeldet, aber nicht genehmigt werden (Ausnahme: Versammlungen in der Bannmeile des Bundes). Sie können mit Auflagen versehen oder unter bestimmten Umständen auch verboten werden, insbesondere wenn sie die „Öffentliche Sicherheit oder Ordnung“ unmittelbar gefährden. In Österreich gelten ähnliche Regelungen, allerdings sind hier alle allgemein zugänglichen Versammlungen 48 Stunden im Voraus anzumelden – also auch jene, die nicht unter freiem Himmel stattfinden. Ausgenommen von der Anmeldepflicht sind kulturelle und Wahlkampfveranstaltungen. Das Nichtanmelden einer Versammlung wird mit Verwaltungsstrafe geahndet, dies ist allerdings kein Grund, die Versammlung aufzulösen. Außerdem ist um jede Versammlung ein Schutzbereich von 50 bis 150 Metern einzuhalten, der von der Versammlungsbehörde festgelegt wird.
Während der Demonstration gilt in Deutschland für alle Beteiligten vorrangig das Versammlungsrecht, welches das Polizeirecht als Lex specialis verdrängt. Polizeilichen Maßnahmen sind dadurch engere rechtliche Grenzen gesetzt.
Unter anderem in Deutschland, Österreich und einigen Kantonen der Schweiz besteht auf Demonstrationen ein Vermummungsverbot, das den Teilnehmern untersagt, das Gesicht zu verdecken oder dazu bestimmte Gegenstände mitzuführen.

## Geschichte

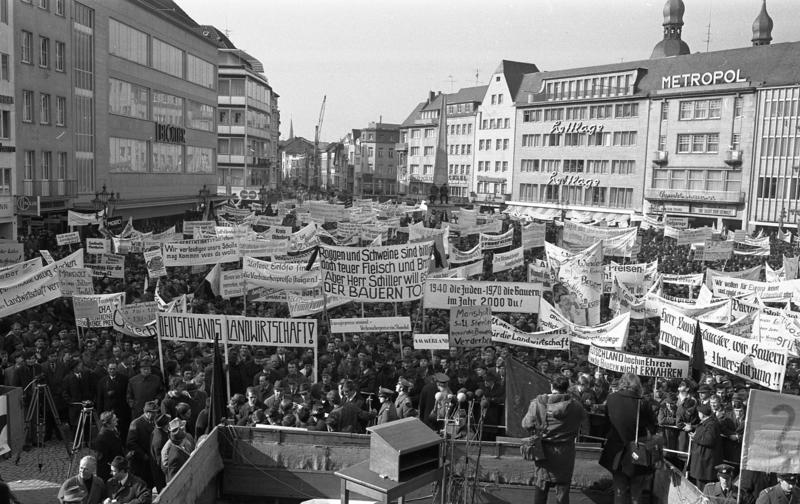
Bauerndemonstration auf dem Bonner Marktplatz am 27. Februar 1971

Einige der großen globalen Demonstrationen im 20. Jahrhundert waren jene gegen den Vietnamkrieg. Bei der größten dieser Demonstrationen am 15. Oktober 1969 kamen 250.000 Menschen zur Demonstration nach Washington, D.C., um gegen den Krieg in Vietnam zu demonstrieren.
Am 10. Oktober 1981 versammelten sich rund 300.000 Menschen im Bonner Hofgarten und forderten in einer friedlichen Demonstration gegen den NATO-Doppelbeschluss die atomare Abrüstung. Am 25. Oktober 1981 demonstrierten 200.000 Menschen aus dem gleichen Anlass in Brüssel, am 21. November 1981 400.000 Menschen in Amsterdam. In Bonn fand anlässlich eines Staatsbesuches von US-Präsident Ronald Reagan am 10. Juni 1982 eine Demonstration mit ca. 500.000 Menschen statt (siehe auch Friedensbewegung).
Am 15. Februar 2003 demonstrierten weltweit über 10 Millionen Menschen gegen den drohenden Irakkrieg, die meisten davon in Europa. Allein in Berlin gingen etwa 500.000 Menschen auf die Straße.
In nichtdemokratischen Staaten, wie beispielsweise in den früheren Ostblockstaaten, waren nur staatlich angeordnete, staatstragende Demonstrationen erlaubt. Andere Demonstrationen wurden gewaltsam niedergeschlagen (zum Beispiel am 17. Juni 1953 in der DDR). Ein weiteres Beispiel waren die Studentenproteste 1989 in der Volksrepublik China, die von der Armee mit Waffengewalt im Tian’anmen-Massaker blutig beendet wurden.
Die Montagsdemonstrationen 1989 in der Endphase der DDR verliefen völlig gewaltfrei.
2007 entstand unter linksorientierten, antiautoritären Gruppen das Demonstrationskonzept Out of Control, um Polizeieinsätze und Taktiken wie beispielsweise Wanderkessel oder die präventive Überwachung von Versammlungen systematisch zu erschweren.
Durch die hohe Verbreitung von Handys und sozialen Netzen ist es heute viel schneller als früher möglich, eine Gruppe Gleichgesinnter von einem Ereignis zu informieren und/oder sie hinzuzurufen. Dies begünstigte auch Kundgebungen im Iran und in China sowie die revolutionären Umstürze im Jahre 2011 in Tunesien, Ägypten und anderen Ländern (siehe Arabischer Frühling).

## Demonstrationen in autoritären Regimen
Demonstrationen in Diktaturen oder anderen Staaten mit einer einflussreichen Regierung werden organisatorisch und finanziell unterstützt, wenn sie einen Willen ausdrücken, der dem der Regierung entspricht. Die Finanzierung erfolgt durch Organisationen oder andere Geldgeber. Dies geht so weit, dass Demonstranten direkt Geld für die Teilnahme gezahlt wird. Richtet sich die Demonstration gegen die Regierung, wird die staatliche Gewalt in Form der Polizei oder der Armee eingesetzt, um Demonstranten an der Teilnahme zu hindern, sie festzunehmen und strafrechtlich zu verfolgen. Es werden alle Formen der Repression von psychischer Einflussnahme bis zu körperlicher Gewalt eingesetzt. Oft wird auch das Internet eingeschränkt und es werden einzelne Seiten oder der gesamte Zugang zum Internet gesperrt. Im Iran wurden zum Beispiel 2023 soziale Netzwerke wie Facebook, Twitter oder Truth Social gesperrt und Demonstranten in Gerichtsverfahren zu Geld-, Haft- oder Todesstrafen verurteilt. Die Vorwürfe lauteten Teilnahme an illegalen Demonstrationen, Unruhestiftung, Gefährdung der nationalen Sicherheit und Kriegsführung gegen Gott.

### Politische Reaktionen
In vielen Fällen gibt die Regierung dem Ausland die Schuld an Gewalt bei Demonstrationen. Beteiligt sein sollen Stiftungen, Nichtregierungsorganisationen oder ausländische Medien. Der Iran gab beispielsweise der BBC die Schuld für die Ausschreitungen. Die außenpolitischen Möglichkeiten, auf staatliche Gewalt bei Demonstrationen zu reagieren, sind sehr begrenzt. Es gibt die Möglichkeit, sich dagegen zu positionieren, die Gewalt grundsätzlich zu verurteilen und eine unabhängige Untersuchung zu fordern. Eine weitere Möglichkeit ist, den Vorgang im Rahmen von Debatten im UN-Menschenrechtsrat und weiteren nationalen und internationalen Gremien zu behandeln und Sanktionen zu beschließen.

## Demonstrationen in Deutschland

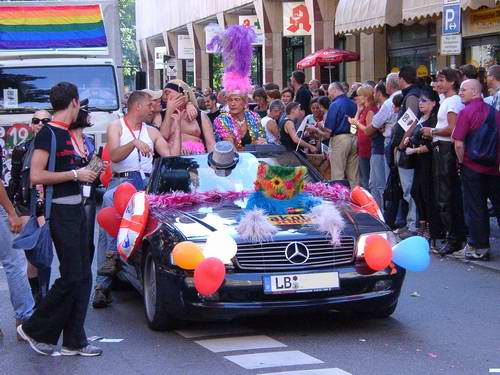
CSD 2002 in Stuttgart

### Jährlich
- Fahrradsternfahrt Berlin mit bis zu 250.000 Teilnehmern, ist die nach Teilnehmern gerechnet, größte jährliche Demonstration in Deutschland und die größte ihrer Art weltweit
- Ostermarsch
- Erster Mai in zahlreichen Städten

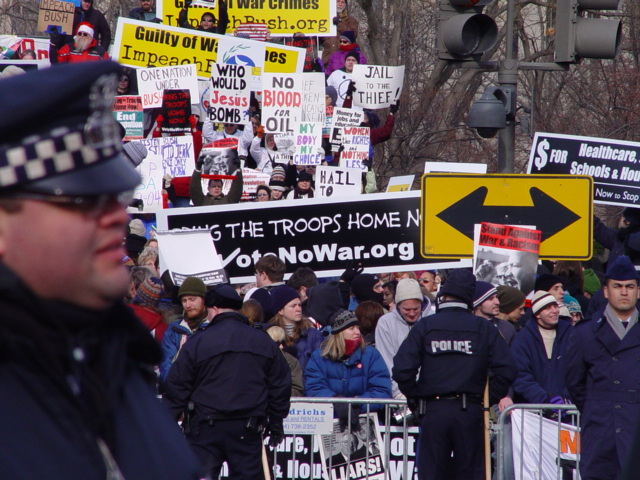
Friedensdemo in den USA, 2005

- Christopher Street Day in zahlreichen Städten (zu unterschiedlichen Terminen) sowie der Transgeniale CSD
- Castor-Transporte, seit Ende der 1990er Jahre Demonstrationen in Gorleben gegen die Atompolitik der Bundesrepublik
- Freiheit statt Angst, gegen Überwachung durch Wirtschaft und Staat, seit 2006 jährlich im Herbst in Berlin und anderen Städten
- Fuckparade in Berlin
- Hanfparade in Berlin im August
- Demonstration gegen die Münchner Sicherheitskonferenz
- Liebknecht-Luxemburg-Demonstration in Berlin, meist am zweiten Januar-Wochenende
- Väterdemo des Väteraufbruchs für Kinder in Berlin, zumeist Mitte Juni
- Demonstration Anfang des Jahres in Berlin für eine Agrarwende und gegen Massentierhaltung unter dem Motto Wir haben es satt!

### Statistisch
| Jahr | Gesamtzahl der Demonstrationen | unfriedlich verlaufen | davon Sitzblockade | verletzte Polizei- vollzugs- beamte | Quelle        |
| ---- | ------------------------------ | --------------------- | ------------------ | ----------------------------------- | ------------- |
| 1968 | 2.059                          | 533                   | –                  | –                                   | [ 23 ] [ 25 ] |
| 1969 | 2.253                          | 813                   | –                  | –                                   | [ 23 ]        |
| 1970 | 1.383                          | 132                   | –                  | –                                   | [ 23 ] [ 22 ] |
| 1971 | 1.548                          | 208                   | –                  | –                                   | [ 23 ]        |
| 1972 | 1.547                          | 77                    | –                  | –                                   | [ 23 ]        |
| 1973 | 1.805                          | 125                   | –                  | –                                   | [ 23 ]        |
| 1974 | 1.922                          | 144                   | –                  | –                                   | [ 22 ] [ 23 ] |
| 1975 | 2.551                          | 210                   | –                  | –                                   | [ 23 ]        |
| 1976 | 2.956                          | 191                   | –                  | –                                   | [ 23 ]        |
| 1977 | 2.887                          | 250                   | –                  | –                                   | [ 23 ]        |
| 1978 | 2.980                          | 209                   | –                  | –                                   | [ 23 ]        |
| 1979 | 3.327 4.307                    | 98                    | –                  | –                                   | [ 23 ] [ 22 ] |
| 1980 | 4.471                          | 143                   | –                  | –                                   | [ 23 ]        |
| 1981 | 5.772                          | 357                   | –                  | –                                   | [ 23 ]        |
| 1982 | 5.313                          | 229                   | –                  | –                                   | [ 23 ]        |
| 1983 | 9.237                          | 274                   | –                  | –                                   | [ 23 ]        |
| 1984 | 7.454 7.453                    | 230 236               | –                  | 139                                 | [ 23 ] [ 22 ] |
| 1985 | 5.691                          | 207                   | –                  | –                                   | [ 23 ]        |
| 1986 | 7.143                          | 261                   | –                  | 261 818                             | [ 23 ]        |
| 1987 | 7.320                          | 289                   | 128                | 289 293                             | [ 27 ] [ 23 ] |
| 1988 | 7.103                          | 133                   | 52                 | 133 147                             | [ 27 ] [ 23 ] |
| 1989 | 6.719                          | 205                   |                    | 805                                 | [ 22 ]        |
| 1990 | 6.878                          | 136                   |                    | 635                                 | [ 22 ]        |
| 1991 | 13.025                         | 242                   |                    | 429                                 | [ 22 ]        |

Seit 1968 erstellt das Bundesministerium des Innern auf der Grundlage von Zahlenangaben aus den Bundesländern jährlich eine Demonstrationsstatistik. Diese wird dem Rechtsausschuss und dem Innenausschuss des Deutschen Bundestages vorgelegt. Das Verfahren zur Ermittlung und Feststellung der statistischen Angaben einschließlich der Festlegung der Berichtskriterien ist zwischen Bund und Ländern abgestimmt. Eine vom „Unterausschuß Leitender Exekutivbeamter“ (UAELEx) des Arbeitskreises II eingesetzte Arbeitsgruppe „Jahresstatistik Demonstrationsgeschehen“ erarbeitete 1989 ein neues Meldeverfahren.
Anfragen im Bundestag zeigten 1989, dass die Definition einer „unfriedlich verlaufenen Demonstration“ ein Stück weit Ansichtssache ist.

### Historisch

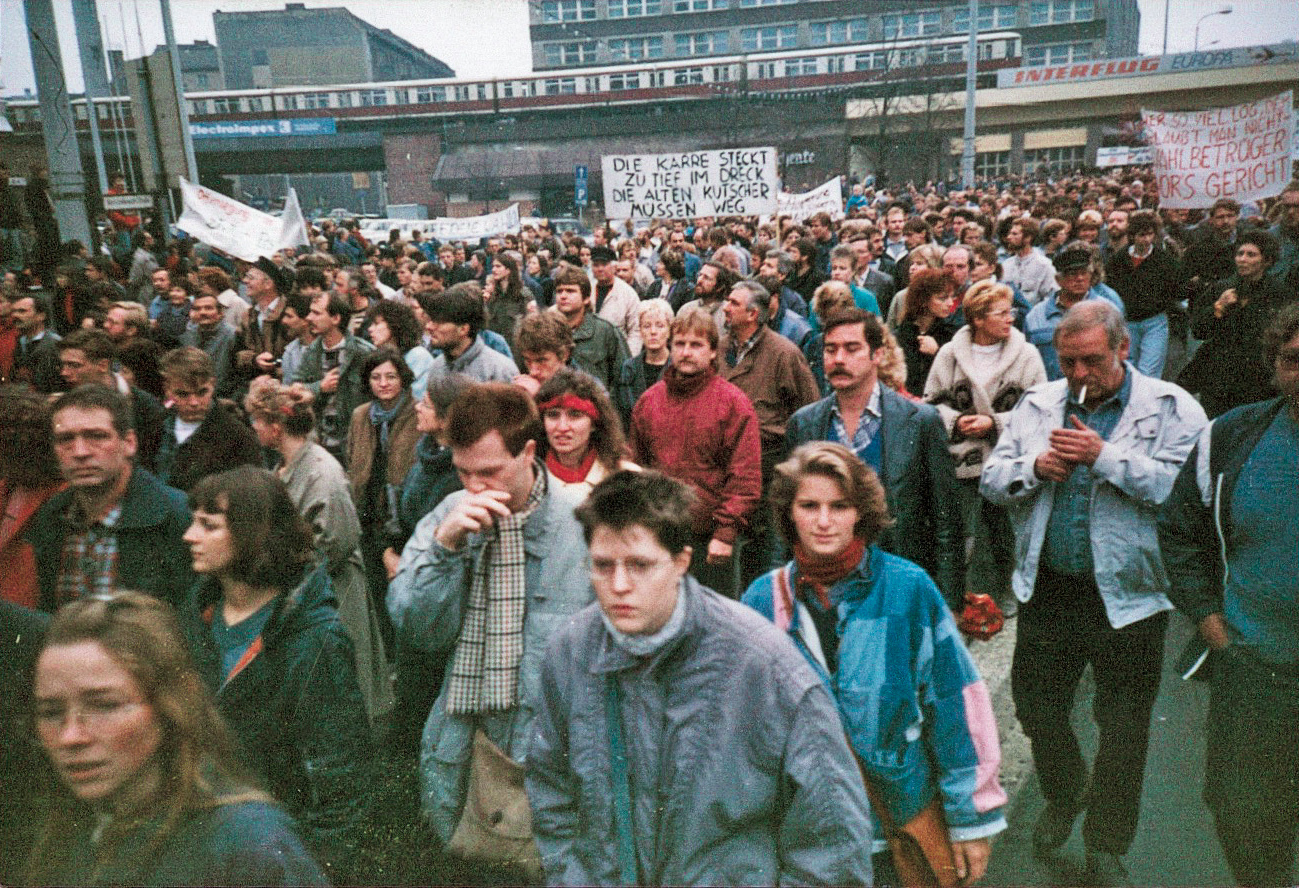
Alexanderplatz-Demonstration 4. November 1989

- 3. September 1911: 200.000 Menschen demonstrieren im Treptower Park in Berlin für den Erhalt des Friedens.
- 13. Januar 1920: Vor dem Berliner Reichstagsgebäude versammeln sich über 100.000 Menschen, um gegen das gerade verhandelte Betriebsrätegesetz zu protestieren. Die Sicherheitspolizei schießt in die Menge, 42 Menschen sterben: Es handelt sich damit um die blutigste Demonstration der deutschen Geschichte.[31]
- 27. Februar 1943 und Folgetage: der Rosenstraße-Protest in Berlin, die größte spontane Protestdemonstration im Dritten Reich während der Zeit des Nationalsozialismus.
- 11. Mai 1952: Demonstration gegen die bundesdeutsche Wiederbewaffnung in Essen. Philipp Müller wird, angeblich in Notwehr, von der Polizei erschossen. Das war das erste Mal in der Geschichte der Bundesrepublik Deutschland, dass ein Demonstrant durch die Polizei getötet wurde.
- 16. und 17. Juni 1953: Volksaufstand in der DDR mit zahlreichen Demonstrationen.
- 2. Juni 1967: Demonstration anlässlich des Schahbesuches in Berlin, der Student Benno Ohnesorg wird von einem Polizisten erschossen.
- Demonstrationen während der Studentenunruhen der späten 1960er Jahre
- In den 1980er Jahren mehrere Massendemonstrationen der Friedensbewegung gegen den NATO-Doppelbeschluss: etwa 300.000 Menschen am 10. Oktober 1981 in Bonn, schließlich eine halbe Million Menschen am 10. Juni 1982 in Bonn parallel zum NATO-Gipfel. An der Friedensdemonstration im Bonner Hofgarten am 22. Oktober 1983 nahmen 500.000 Menschen teil. Zuletzt demonstrierten am 11. Oktober 1986 in Hasselbach noch einmal 200.000 Menschen.
- 1989: wöchentliche Demonstrationen in Dresden, Leipzig (Montagsdemonstrationen), Plauen und anderen Städten der DDR
- Im Sommer 1989 wurde in West-Berlin die erste Loveparade als angemeldete politische Demonstration initiiert.
- 4. November 1989: die größte Demonstration in Zeit der friedlichen Revolution, mehrere 100.000 Menschen demonstrierten auf dem Alexanderplatz für Meinungs- und Versammlungsfreiheit
- 12. Januar 1991: Über 200.000 Menschen in ganz Deutschland demonstrieren gegen den Golfkrieg.
- 16. Dezember 1992: 400.000 Menschen nehmen in München an der Münchner Lichterkette gegen Fremdenhass teil.
- 10. Juli 1999: Über 1.500.000 Menschen besuchten die Loveparade, welche als politische Demonstration für den Frieden mit dem Motto „Music Is The Key“ angemeldet war.
- 15. Februar 2003: Weltweit demonstrieren etwa 10 Millionen Menschen gegen den Irakkrieg, davon etwa eine halbe Million in Berlin.
- Ab August 2004: Montagsdemonstrationen gegen Sozialabbau
- 2. Juni 2007: Großdemonstration in Rostock anlässlich des G8-Gipfels in Heiligendamm 2007, in deren Folge es zu Straßenschlachten zwischen mehreren tausend Autonomen und der Polizei kommt.
- Seit Ende 2009: Wöchentliche Montagsdemonstrationen gegen Stuttgart 21 und Großdemonstrationen mit bis zu 100.000 Protestanten
- September 2009: Wiederbelebung der Anti-Atomkraft-Bewegung durch die deutsche Laufzeitverlängerung
- 26. März 2011: Als Reaktion auf den dreifachen Supergau in Fukushima Daiichi demonstrieren unter dem Motto „Fukushima mahnt: Alle AKWs abschalten“ in Berlin 120.000 Menschen, 50.000 in Hamburg, und je 40.000 in Köln und München. Insgesamt sind 250.000 Atomkraftgegner auf Deutschlands Straßen.
- Seit 14. November 2011: Wöchentliche Montagsdemonstrationen gegen Fluglärm und den Ausbau des Frankfurter Flughafens, insbesondere die dortige Landebahn Nordwest, die am 21. Oktober 2011 eingeweiht wurde. Auf dem Gelände der Fraport AG im Terminal 1 demonstrieren seitdem jeden Montag lautstark zwischen 1.000 und 1.500 Menschen.[32]
- 11. Februar 2012: 120.000 Menschen demonstrieren bundesweit gegen die geplante Einführung des ACTA-Abkommens. Europaweit gehen 550.000 Menschen auf die Straße.
- Seit dem 20. Oktober 2014: Wöchentliche Montagsdemonstrationen der Pegida in Dresden.
- 10. Oktober 2015: 250.000 Menschen demonstrieren in Berlin gegen das Transatlantische Freihandelsabkommen (TTIP) und Comprehensive Economic and Trade Agreement  (CETA), nachdem in der Vorwoche 3.263.922 Unterschriften übergeben wurden.
- 7. und 8. Juli 2017: Linksradikale Demonstration zum G20-Gipfel in Hamburg u. a. mit dem Motto „G20 – Welcome to Hell“ mit Ausschreitungen und Polizeieinsätzen – Hunderte Verletzte.[33]
- 13. Oktober 2018: Bei der Großdemonstration „#unteilbar – Für eine offene und freie Gesellschaft – Solidarität statt Ausgrenzung“ demonstrieren nach Veranstalterangaben mehr als 240.000 Menschen in Berlin gegen Rassismus und Rechtsextremismus.[34]
- 23. März 2019: Bei einer von vielen Großdemonstrationen in ganz Deutschland demonstrierten in München mehr als 40.000 Menschen gegen die geplante EU-Urheberrechtsreform.[35] In der gesamten Europäischen Union nahmen ungefähr 200.000 Menschen an Demonstrationen gegen die EU-Urheberrechtsreform teil.[36]
- 20. September 2019: Weltweit demonstrieren Menschen im Zuge der „Fridays for Future“-Bewegung in mehr als 2000 Städten, laut Veranstalter allein 1,4 Millionen Menschen in Deutschland.[37][38]
- 1. August 2020: Die Querdenken-Bewegung demonstriert gegen die Corona-Maßnahmen der Bundesregierung. Laut Polizeibericht waren 30.000 Menschen in Berlin auf der Straße des 17. Juni aktiv.[39] Bei der zweiten Querdenken-Demonstration am 29. August waren ca. 40.000 Teilnehmer auf der Straße des 17. Juni aktiv.[40]
- 25. September 2020: Weltweit demonstrieren Menschen im Zuge der „Fridays for Future“-Bewegung in mehr als 2500 Städten, laut Veranstalter allein 200.000 Menschen in Deutschland, für stärkere Bemühungen, Maßnahmen gegen die Klimakrise zu ergreifen.[41][42][43]
- 24. September 2021: Globaler Klimastreik von „Fridays for Future“ mit 620.000 Teilnehmern in Deutschland. Die Demonstration stand im Zusammenhang mit der Bundestagswahl zwei Tage später am 26. September 2021.
- 27. Februar 2022: 500.000 Menschen demonstrieren auf der Straße des 17. Juni gegen die russische Invasion in die Ukraine.[44]
- 28. Februar 2022: Anstelle des traditionellen Rosenmontagszugs demonstrieren in Köln 250.000 Menschen, teils kostümiert, gegen die russische Invasion der Ukraine.[45]
- 3. März 2022: „Fridays for Future“ ruft deutschlandweit zu Friedensdemonstrationen im Zusammenhang mit dem Krieg in der Ukraine auf. Alleine in Hamburg demonstrierten 12.000 Menschen für den Ausstieg aus fossilen Energien, die den Krieg finanzieren und Deutschland abhängig machen. Viele Teilnehmer waren Schüler, die für die Demonstration in ganz Hamburg vom Unterricht befreit worden sind.[46]
- Januar/Februar 2024: Nachdem durch Recherchen des Medienunternehmens Correctiv ein Treffen von Rechtsextremisten am 25. November 2023 bekannt geworden war,[47] auf dem der Rechtsextremist Martin Sellner einen „Masterplan zur Remigration“ vorgestellt hatte, beteiligten sich zahlreiche Menschen an Protesten gegen Rechtsextremismus. So demonstrierten vom 18. bis 21. Januar 2024 deutschlandweit schätzungsweise über 1.500.000[48] Menschen und vom 26. bis 28. Januar 2024 mindestens 900.000[49] Menschen.

## Demonstrationen in Österreich
1867 gewährte das Staatsgrundgesetz über die allgemeinen Rechte der Staatsbürger in Art. 12 erstmals die Vereins- und Versammlungsfreiheit.

### Historisch

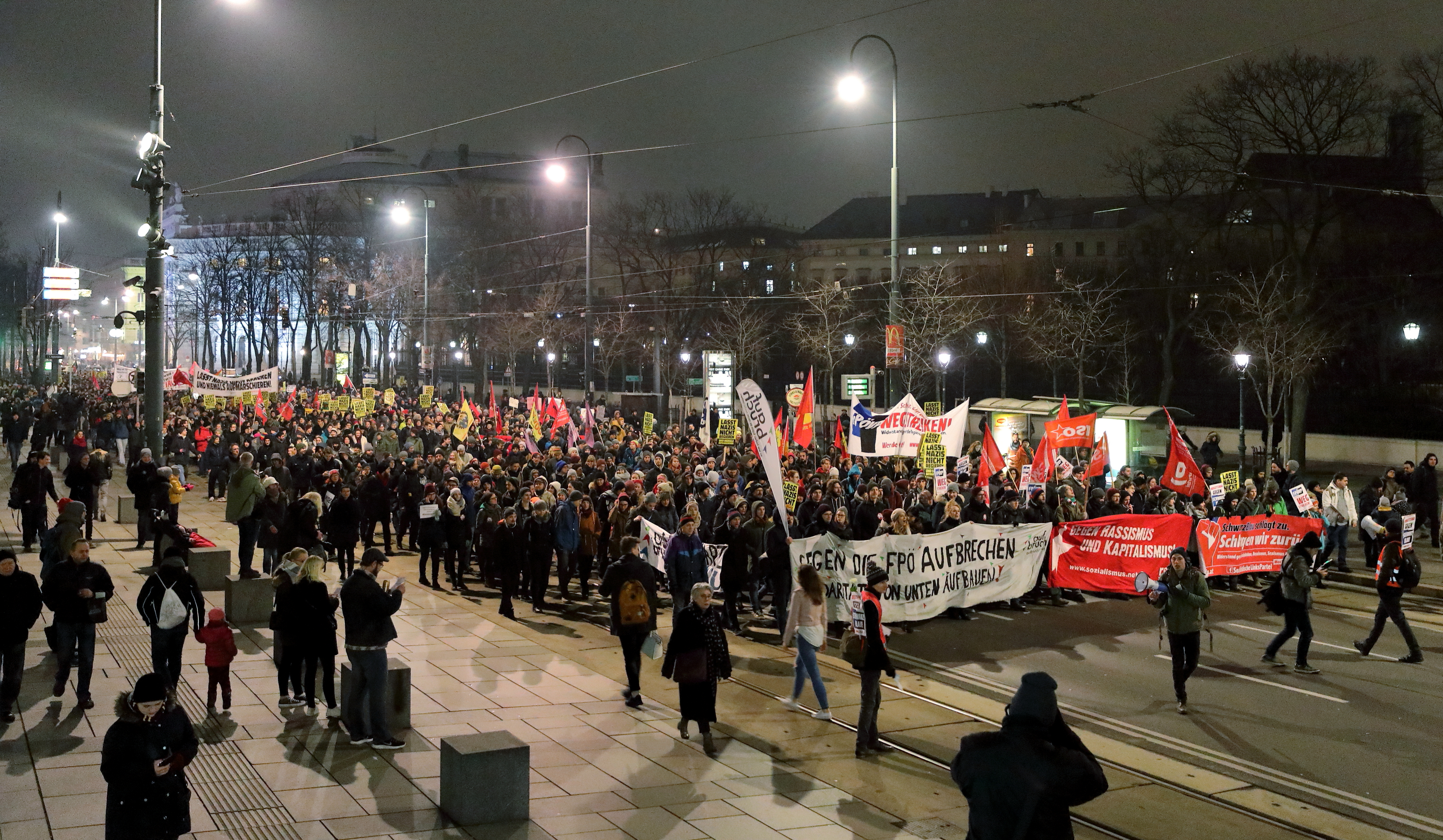
Demonstrationszug gegen den Akademikerball 2018 am Ring

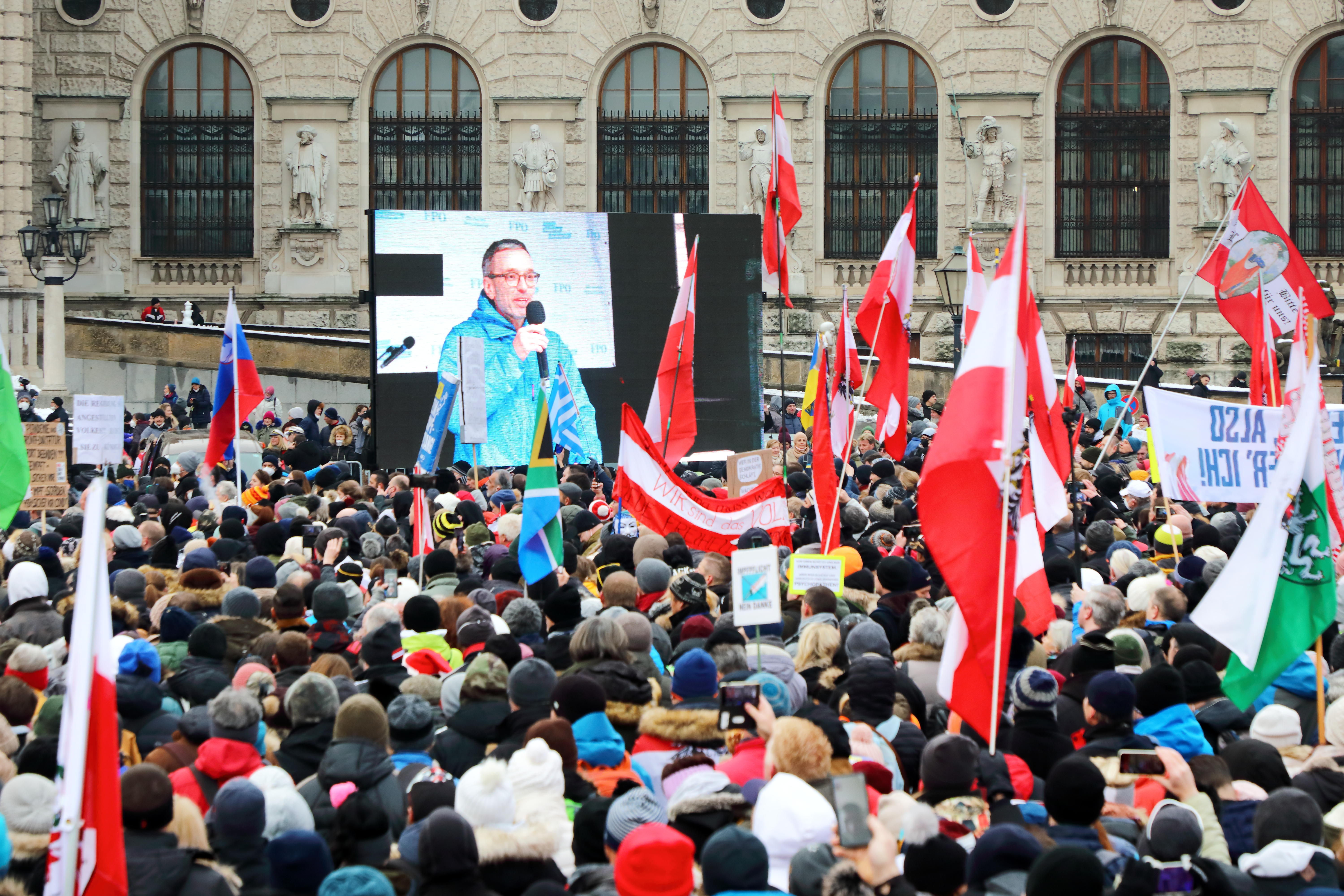
Im Jahr 2021 gab es österreichweit zahlreiche Anti-Corona-Maßnahmen-Demonstrationen. Hier die 3. Großdemonstration innerhalb von drei Wochen in Wien mit jeweils rund 40.000 Demonstranten nach offiziellen Angaben

- 1927 Brand des Wiener Justizpalastes
- Mitte Juni 1978 (Reisebus-)Sternfahrt und Demonstration zum Kernkraftwerk Zwentendorf etwa 6000 Teilnehmer aus ganz Österreich. Der Volksabstimmung im November (50,45 Prozent Nein) folgte ein gesetzliches Verbot von kommerzieller Kernkraftnutzung.
- Radverkehrsdemonstrationen ab etwa 1980 in verschiedenen Städten.
- Verschiedenste Demonstrationen gegen Auswirkungen von motorisierten Straßenverkehr und Straßenbau.
- Ab 1987 war die Opernballdemo ein jährliches „Fixereignis“. Im Jahr 2019 war erstmals keine Opernballdemo angemeldet.[50]
- Das Lichtermeer am 23. Jänner 1993 galt als größte Demonstration der Zweiten Republik: Bis zu 300.000 Menschen demonstrierten in Wien gegen Fremdenfeindlichkeit und das „Österreich zuerst“ Volksbegehren.
- Am 19. Februar 2000 versammelten sich 150.000 Menschen, um gegen die Schwarz-blaue Koalition zu demonstrieren. Die Proteste gegen die neue Regierung entwickelten sich in der Folge zu wöchentlich abgehaltenen Donnerstagsdemonstrationen.
- Als Protest gegen die Pensionsreform organisierte der ÖGB am 13. Mai 2003 eine Kundgebung in Wien, an der über 100.000 Österreicher teilnahmen.[51]
- Im Herbst 2009 kam es im Zuge der Unibrennt-Proteste zu mehreren Demonstrationen. An der größten, die am 28. Oktober 2009 bei der Universität Wien stattfand, nahmen zwischen 20.000 und 30.000 Menschen teil.
- Die Proteste gegen den Akademikerball mit 6.000 Teilnehmern laut Polizei in 2014 und 8.000 in 2018.
- Radparade am Ring in Wien, Demonstration für Radverkehr im Zuge des Bikefestivals am Rathausplatz.
- Critical Mass, Radfahrt monatlich in mehreren Städten Österreichs und weltweit
- Friday Night Skating explizit als verkehrspolitische Demonstration in Wien seit 1999 (als Sportveranstaltung in Graz seit 2000 und anderswo)
- Die 24. Regenbogenparade, die innerhalb der EuroPride Vienna 2019 stattfand, hat mit 500.000 Teilnehmern das Lichtermeer von 1993 als größte Demo Österreichs abgelöst.[52]

### Jährlich
- Anti-Opernballdemonstrationen in Wien und anderen Städten

## Demonstrationen in der Schweiz

### Historisch
- 14. Juni 1991: Frauenstreik-Demonstrationen in allen größeren Städten der Schweiz. Laut den Gewerkschaften beteiligten sich an den Demonstrationen, Streiks und anderen Aktionsformen bis zu 500.000 Personen, hauptsächlich Frauen.
- 15. Oktober 2011: Occupy-Wallstreet-Proteste auf dem Paradeplatz mit rund 1000 Teilnehmern.[53] Auch in Genf gab es ein Zeltlager mit ca. 200 Personen, das über mehrere Wochen standhielt.
- März 2017: Der Women’s March bringt in Zürich weit über 10.000 Personen auf die Straße.[54]
- 5. April 2017: Schülerproteste gegen geplante Sparmaßnahmen an den Kantonsschulen. Mehrere Tausend demonstrierten in Luzern, Zürich, Genf und Aarau.[55]
- 9. September 2018: Schweizweite Großdemonstration in Bern für Lohngleichheit, bis zu 20.000 Menschen nahmen am Umzug teil.[56]
- Seit Dezember 2018: Klimastreik-Demonstrationen in verschiedenen Schweizer Städten, die von Schülern organisiert worden sind, mit bis zu 65.000 in der ganzen Schweiz. Die Demonstrationen gehören der internationalen Fridaysforfuture-Bewegung an und fordern schnelleres Handeln im Klimaschutz.[57]
- 14. Juni 2019: Frauenstreik-Demonstrationen mit Hunderttausenden Teilnehmenden (In Zürich bis zu 160.000, in Bern und Basel je 40.000 sowie in Lausanne 40.000), gleichzeitig fanden in vielen weiteren Städten große Demonstrationen statt. Laut den Organisatoren nahmen über 500'000 Frauen an den Aktionen, die über den ganzen Tag verteilt waren, teil.[58]
- Klimademonstration in Bern im Rahmen einer globalen Aktionswoche organisiert von der Klimaallianz und dem Klimastreik Schweiz. Gemäß Veranstaltern nahmen bis zu 100'000 Menschen teil.[59]

### Jährlich
- Tag der Arbeit am 1. Mai: Am Tag der Arbeit wird jährlich international demonstriert.

## Demonstrationen weltweit

### Historisch
- 1957: Großkundgebung von Schloss Sigmundskron, an der 35.000 Südtiroler auf Schloss Sigmundskron bei Bozen das „Los von Trient“ und damit die Autonomie Südtirols forderten.
- 1963: Marsch auf Washington mit Martin Luther Kings berühmter Rede „I Have a Dream“. Der Großdemonstration mit über 200.000 Teilnehmern gingen landesweit 841 Demonstrationen in 196 Städten voraus, um gleiche Rechte für die Schwarzen zu fordern.
- 1969: Stonewall-Aufstand nach einer Razzia im Stonewall Inn in der New Yorker Christopher Street (Ursprung des Christopher Street Day)
- 1972: Blutsonntag in Nordirland (engl. Bloody Sunday)
- 1978: bis 1979 regelmäßige Großdemonstrationen im Iran gegen das Regime des Schahs
- 14. Juni 1982: Friedensdemonstration gegen Atombewaffnung in Manhattan, New York, USA mit 750.000–1.000.000 Teilnehmern
- 1989: Demonstration auf dem Tian’anmen-Platz in Peking, die im Massaker durch die chinesische Armee endeten.
- 2001: Cacerolazo in Argentinien gegen die Wirtschaftspolitik
- 2001: Großdemonstration in Genua anlässlich des G8-Gipfels, die in zweitägigen Straßenschlachten zwischen Autonomen und den Carabinieri endet. Im Laufe der Krawalle wird der Demonstrant Carlo Giuliani von einem jungen Polizisten erschossen.
- 2003: Weltweit die größten Friedensdemonstrationen seit Ende des Kalten Krieges gegen den dritten Golfkrieg.
- 2009: Tägliche Großdemonstrationen nach den iranischen Präsidentschaftswahlen 2009 gegen das Wahlergebnis mit der Wiederwahl von Mahmud Ahmadineschad
- 2010: Jasminrevolution in Tunesien mit Großdemonstrationen gegen das Regime des Staatsoberhauptes Zine el-Abidine Ben Ali
- 2011: Bei der Revolution in Ägypten 2011 fordern Medienberichten zufolge bis zu 2.000.000 Menschen den Rücktritt des Präsidenten Husni Mubarak.
- Juni 2013: in der Türkei, beginnend in Istanbul mit Demonstrationen gegen ein Bauprojekt, haben sich die Proteste nach einem unverhältnismäßigen Polizeieinsatz international ausgeweitet und richten sich gegen den autoritären Führungsstil des Ministerpräsidenten Erdogan
- 2013: Bei den dem Militärputsch in Ägypten vorausgehenden Demonstrationen gegen Präsident Mohammed Mursi gingen landesweit über eine Million (nach Angaben des Militärs sogar 14 Millionen) Menschen auf die Straße.[60]
- 2016: Ab dem 16. Juli demonstrieren tausende Menschen in verschiedenen Städten der Türkei als „Demokratie-Wache“, auch um weitere Putsch-Versuche abzuwenden. Fast vier Wochen dauern diese „Demokratie-Wachen“ an.[61]
- 2016: Nach dem gescheiterten Militärputsch in der Türkei versammelten sich am 7. August in Istanbul am Yenikapi Sahil Miting Alani 5.000.000 Menschen um für die Demokratie zu demonstrieren und der Menschen zu gedenken, die am 15. Juli und in der Nacht vom 16. Juli gestorben sind beim Versuch, die Putschisten vom Militär an ihrem Vorhaben zu hindern. Es ist die bisher größte Versammlung in der Türkei. Der Großdemonstration gingen landesweit täglich Demonstrationen in 81 Städten voraus, um einen weiteren Putschversuch abzuwenden.[62][63]
- 2018: Beim March for Our Lives demonstrierten am 24. März in Washington, D.C. 800.000 Menschen für schärfere Waffengesetze in den Vereinigten Staaten. Landes- und weltweit beteiligten sich mehrere Millionen Menschen an angeschlossenen Protestmärschen. Die Proteste erfolgten insbesondere als Reaktion auf das Schulmassaker von Parkland.[64][65]
- 2018: In London versammelten sich am 20. Oktober über eine halbe Million Menschen, um gegen den Austritt des Vereinigten Königreichs aus der EU (Brexit) zu demonstrieren.[66][67] Es war zu diesem Zeitpunkt die größte Demonstration im Vereinigten Königreich seit 15 Jahren.[66]
- 2019: In London fand am 23. März 2019 eine zweite Großdemonstration für ein erneutes Votum über den Brexit unter dem Motto „Put it to the People“ („Lasst es das Volk entscheiden“) statt. Schätzungen zufolge war sie mit mehr als einer Million Teilnehmern eine der größten Demonstrationen, die jemals im Vereinigten Königreich stattgefunden hat.[68]
- 2018 / 2019: Insbesondere Jugendliche / Schüler demonstrieren wiederholt Freitag mittags gegen die Klimakatastrophe – Fridays for Future. 2019 stiegen die Zahlen in Berlin auf 275.000 Demonstranten
- Vom 20. bis 27. September 2019 fand die Globale-Streik-Woche statt. Auf den 6100 Demonstrationen gingen insgesamt 7,6 Millionen Menschen aus 185 Ländern und ist damit die größte dezentrale Demonstration (von der Zahlen bekannt sind) der Welt.[69]
- 2019: Die Proteste in Hongkong: Bis zu zwei Millionen Teilnehmer demonstrierten gegen eine Gesetzesnovelle, welche die Unabhängigkeit gegenüber China zu untergraben droht.

### Jährlich
- Christopher Street Day in zahlreichen Ländern (zu unterschiedlichen Terminen)
- Demonstrationen zum Tag der Arbeit (Labour Day) am 1. Mai

## Problematik der Teilnehmerzahlen
Die Zahl der Teilnehmer beruhen oft auf Schätzungen von Veranstaltern und der Polizei, die jeweils auf Erfahrungswerten beruhen. Es gibt auch die Methode die durchschnittliche Anzahl pro Reihe zu ermitteln und entweder live oder nachträglich auf Video mit einem Klickzähler die Reihen durchzuzählen. Diese Methode hat eine Fehlerquote von 20 bis 30 %. Welche Methodik angewandt wurde, wird sehr selten bekannt. Die Veranstalter geben die Zahlen meist zu hoch an. Die Polizei veröffentlicht oftmals sehr frühe Zahlen, die jedoch der Natur von Demonstrationen widersprechen, wo sich viele Menschen erst mit Verspätung einfinden. Sind diese Zahlen erstmal in der Welt sind sie nur noch schwer zu korrigieren. Laut dem Protestforscher Dieter Rucht werden von der Polizei bei Anliegen die als staatsbedrohend angesehen die Zahlen zu niedrig angegeben, bei staatsnahen Protesten ähneln sich hingegen meist die Veranstalterangaben und die Polizeiangaben. In Zukunft werden computergestützte Methoden erwartet.

## Trivia
In Jörg Weigands Erzählung 'Die Demonstration. Oder Lektionen für einen Außerirdischen' wird ein Alien über die irdischen Grundrechte in Demokratien aufgeklärt. Demonstrieren zu dürfen, erfährt der Fremde, gehört zu diesen Grundrechten.